# Ophiomyia obstipa
Ophiomyia obstipa är en tvåvingeart som beskrevs av Spencer 1973. Ophiomyia obstipa ingår i släktet Ophiomyia och familjen minerarflugor.
Artens utbredningsområde är Florida. Inga underarter finns listade i Catalogue of Life.